# 新塘乡 (汨罗市)
新塘乡，中华人民共和国湖南省岳阳市汨罗市已撤销的一个镇，位于汨罗市西北部。

## 建制沿革
- 1956年，设新塘乡。
- 1958年，属解放公社（后改白塘公社）。
- 1961年，析置新塘公社。
- 1984年，改置新塘乡。
- 2015年，与桃林寺镇、火天乡成建制合并设立桃林寺镇。

## 行政区划
新塘乡下辖13个行政村，200个村民小组。
- 玉后村、新僚村、徐塘村、范塘村、划林村、光前村、长塘村、书林村、冬冲村、玉龙村、磊石村、丁园村、拦江村